# Mickey’s Trailer
Mickey’s Trailer (рус. «Трейлер Микки») — анимационный эпизод про Микки Мауса под номером 100, созданный Уолтом Диснеем в 1938 году.

## Сюжет
Утром, Микки чудесным образом превращает свой дом в Трейлер . Гуфи везёт трейлер, в то время как Микки по пути собирает все нужные ингредиенты, чтобы приготовить вкусное блюдо. Он даже успевает подоить Корову, пока они проезжали мимо фермы.
В трейлере был ещё и Дональд Дак. Он только проснулся. Микки нажал специальную кнопку и спальня превратилась в ванную комнату! Там, Дональд умылся и помылся. Он заметил, как какие-то Птички наблюдают за ним. Он прогоняет их и закрывает окно шториной, чтобы они больше не залетели.
Микки, с помощью ещё одной кнопки, превратил ванную в кухню! Он позвал Дональда и Гуфи есть. Гуфи сразу примчался. Гуфи хотел поесть Кукурузу, но нечаянно засовывает палец в розетку и вся кукуруза превращается в Попкорн. Внезапно, друзья замечают, что трейлером никто не управляет, а они едут по очень тонкой дороге в гору. Гуфи так запаниковал, что даже ногой отцепил трейлер от своей тележки.
Дональд и Микки чудом выживают, хватаясь по дороге за дорожный знак. Они замечают, что к ним по пути надвигается Поезд и они могут запросто умереть. К счастью, им удаётся быстро обогнать поезд и промчаться дальше. Они попадают на ту дорогу, где сейчас едет ни о чём не подразумевающий Гуфи. Трейлер снова цепляется за тележку и поездка продолжается…